# Все души
«Все души» (англ. «All Souls») — 17-й эпизод 5-го сезона сериала «Секретные материалы». Премьера состоялась 26 апреля 1998 года на телеканале FOX. Эпизод принадлежит к типу «монстр недели» и никак не связан с основной «мифологией сериала», заданной в первой серии. Режиссёр — Аллен Култер, автор сценария — Дэн Энджел, приглашённые звёзды — Эрни Уолтерс, Эрик Кинлисайд, Эмили Перкинс.
Главные герои серии — Фокс Малдер (Дэвид Духовны) и Дана Скалли (Джиллиан Андерсон), агенты ФБР, расследующие сложно поддающиеся научному объяснению преступления, называемые «Секретными материалами».

## Сюжет
Эпизод начинается с того, что душевно и физически больная девочка Дара Керноф проходит обряд крещения. В ту же ночь Дара, несмотря на инвалидность, встаёт с кровати и выходит на улицу в дождь. Затем она подходит к тёмной фигуре и встаёт на колени. Её отец успевает подбежать к дочери, но тут тёмная фигура вспыхивает ярким светом, а Дара погибает с поднятыми, как при молитве, руками и выжженными глазами. После заставки показано, как Скалли приходит в церковь исповедаться. Она говорит священнику, что согрешила. Весь эпизод поставлен как рассказ Скалли священнику в исповедальне. При этом несколько раз события возвращаются в исповедальню, где Скалли рассуждает о произошедшем и как это на неё повлияло. Начинается рассказ с того, что к Дане обращается знакомый священник — отец МакКью. Он просит Скалли помочь семье покойной Дары. Скалли выясняет, что Дара была приёмной, но оказывается не в состоянии объяснить, как инвалиду удалось выйти на улицу самостоятельно. Приёмный отец Дары описывает тёмную фигуру, которую он считает самим Дьяволом. При помощи местного патологоанатома Скалли удаётся выяснить, что у девочки было 6 пальцев, но причина смерти всё ещё не определена — для смерти от попадания молнии слишком мало ожогов. Скалли звонит Фоксу Малдеру за помощью.
Тем временем священник Отец Грегори посещает психиатрическую больницу, чтобы забрать девочку по имени Паула Коклос, тоже душевно и физически больную и тоже с 6-ю пальцами. Его останавливает социальный работник — Айрон Старки, который заявляет, что произошла ошибка — прошение Грегори об опеке над девочкой не прошло подтверждение от социального работника. В ту же ночь Паула умирает таким же образом, как и Дара. Малдер выясняет, что Паула была сестрой Дары, кроме них, есть ещё 2 сестры. Также Малдер находит на месте преступления перевёрнутый крест, который считает символом борьбы против веры. Скалли и Малдер посещают отца Грегори, который говорит, что хотел лишь защитить Паулу. На вопрос о матери Паулы Грегори отвечает уклончиво, упомянув лишь то, что она умерла при рождении дочек. Малдер считает именно Грегори виновным в убийствах или по крайней мере причастным к ним. Во время вскрытия тела Паулы Скалли обнаруживает странные опухоли на ключицах, похожие на зачатки крыльев. Неожиданно Скалли посещает видение своей покойной дочери Эмили на месте тела Паулы.
Третья сестра оказывается бездомной, недавно побывавшей в центре реабилитации подростков Вашингтона. Найти её Малдеру помогает Старки. Скалли также выясняет, что у сестёр есть прогрессирующее костное заболевание. В итоге Малдер находит сестру в заброшенном здании, но слишком поздно — она убита тем же способом. На месте преступления Малдер находит Грегори, который повторяет, что «не успел спасти её». На допросе Грегори отвечает, что Дьяволу нужно забрать души девочек, а он попытался этому помещать. Когда агенты покидают комнату, туда заходит Старки и пытается выяснить местонахождение последней сестры. Грегори начинает лишь молиться и ничего не говорит. Тогда Старки убивает его, заставив кожу сильно нагреться. Выясняется, что Старки — сам Дьявол.
Малдер выясняет местонахождение четвёртой девочки — Роберты Дайер. Он посещает жестокого приёмного отца девочки, который содержал её только из-за социальных выплат, но там её не находят. Отец говорит, что отдал девочку священнику Грегори. Малдер звонит сообщить это Скалли, а она сообщает, что Грегори мёртв. Во время звонка Скалли роняет ключи и наклоняется их поднять. В этот момент она замечает какую-то фигуру около себя. Посмотрев на фигуру, Скалли теряет дар речи — от стоящего человека исходят лучи света и у него 4 лица. Утром Скалли посещает церковь, чтобы рассказать об этом странном видении. Отец МакКью приносит книгу, где проиллюстрировано, кем является неизвестный — ангелом Серафимом. Он пришёл на Землю с целью забрать души четверых нефилим, рождённых с ангельскими душами, из-за чего оказались обезображены и страдали. Кроме того, в книге у нефилим по 6 пальцев. Отец считает совпадением то, как история из книги похожа на происходящее. На выходе из церкви Скалли подбирает Старки и говорит, что Малдер выяснил: четвёртая девочка находится в церкви. Там Скалли замечает, что тень Старки имеет рога. Скалли удаётся найти девочку, но Старки говорит, что Скалли должна привести девочку к нему. В этот момент из коридора загорается свет, говорящий Скалли вести девочку к нему. Скалли идёт к свету, но потом останавливается и не хочет отпускать Роберту — ей кажется, что на её месте находится Эмили. Но девочка сама отпускает руку и идёт на свет. После этого Дьявол и свет исчезают, а Роберта оказывается мёртвой с выгоревшими глазами — её душу спас Серафим. Завершается эпизод рассуждениями Скалли и священника в исповедальне. Священник считает, что Скалли отпустила Роберту потому, что считала, что отпускает душу Эмили на небо. Скалли соглашается. Священник говорит, что Скалли всё ещё не знает, как примириться с фактом её смерти и что это тоже урок, который ей стоит усвоить — принять потерю дочери. Скалли отвечает: «Может быть, это и есть вера?».